# Адміністративні спільноти Баварії
Адміністративні спільноти (нім. Verwaltungsgemeinschaft) — це асоційовані спільноти Баварії. Адміністративні спільноти є суб'єктами права і створюються для міжмуніципального співробітництва в ролі незалежних територій як публічно-правові корпорації у вигляді відкритих (публічних) акціонерних товариств.

## Історія
Адміністративні спільноти було організовано в Баварії відповідно до «Першого закону щодо зміцнення місцевого самоврядування» від 27 липня 1971 року, як частина муніципальної реформи в Баварії.
Станом на 30 червня 2008 року в Баварії розташовувалося 313 адміністративних спільнот з 988 членами, в яких мешкало 2.011.494 жителів, що відповідало 16,1 % населення Баварії.
- Примітка: на 1.1.2012 — 314 адміністративних спільнот з 992 членами[3].

## Структура
Адміністративні спільноти являють собою об'єднання двох або більше сусідніх, зазвичай невеликих, громад одного району, зберігаючи при цьому незалежність (автономність) відповідних громад. Вони виконують публічні функції відповідно до Закону і служать для зміцнення і поліпшення адміністративної влади усіх членів, що входять у цю спільноту. Адміністративний орган спільнот створюється шляхом проведення зборів представників муніципалітетів (виходячи з розмірів співтовариства, принаймні, з одним мером і одним представником муніципальної ради). Цей орган очолює один з мерів членів спільноти. Офіс спільноти виконує поточну роботу відповідно до законодавчо визначеним переліком функціональних повноважень і обов'язків.

## Завдання
Завдання адміністративної спільноти, як правило, включають до себе державні функції, передані членами спільнот, для прийняття спільних рішень відповідно до існуючої законодавчої бази, крім прийняття законодавчих актів і правил, наприклад, для підготовки планів землекористування. У членів громад залишаються завдання власної сфери, а адміністративне співтовариство виступає спільним органом членів громад для вирішення спільних, найбільш істотних (здебільшого — фінансових) проблем.

## Виноски
- Всі політично незалежні муніципалітети Німеччини (з асоціаціями муніципалітетів, округів і урядових округів) [Архівовано 4 березня 2016 у Wayback Machine.] Alle politisch selbständigen Gemeinden mit ausgewählten Merkmalen am 30.09.2015 (3. Quartal 2015) (нім.)